# Каплеуловитель
Каплеуловитель — это внутренняя контактная конструкция, которая монтируется в различные вентиляционные установки для удаления конденсированных капель из воздуха. Каплеуловитель также называют сепаратором капель.

## Конструкция
Сепаратор капель состоит из корпуса, каплеуловителя, судна для сбора конденсата и системы для отвода конденсата.
Конструкция сепаратора капель подразумевает круглое или прямоугольное сечения в виде комплекта секций, установка и снятие любой из них производится через специальный люк на поверхности каплеуловителя.

## Функции сепараторов капель
- Улучшение качества работы производительности вентиляционных установок
- Уменьшение затрат на различные химические реагенты
- Предотвращение загрязнения воздуха

## Условия эксплуатации
Удаляемый воздух не должен содержать твёрдых, клеящихся или агрессивных примесей, а также химических веществ, способствующих коррозии или разрушению цинка, если это не предусмотрено конструкцией установки.
Учитывая наличие и концентрацию в газовом потоке разнообразных негативных влияющих на установку сред при производстве сепаратора капель применяются специальные материалы.

## Размещение сепаратора капель
При применении сепараторов в системе вентиляционных установок, желательно соблюдать следующие нормы:
- Использование сепаратора капель возможно только в горизонтальном положении
- Сепаратор должен быть доступен для сервисного обслуживания
- Желательно помещение сепаратора капель непосредственно в поток воздуха, за охладителем (в том случае если сепаратор не входит в его состав).
- Места стыка охладителя с сепаратором должны быть водонепроницаемыми.